# 固粘棘虫
固粘棘虫（学名：Acanthocolla solidissima）为编棘虫科粘棘虫属的动物。分布于大西洋以及西沙群岛等。